# رولاند تاكر
رولاند تاكر هو مبارز بالسيف كوبي، ولد في 31 ديسمبر 1971 في هافانا في كوبا.

## وصلات خارجية
- رولاند تاكر على موقع الاتحاد الدولي للمبارزة (الإنجليزية)
- رولاند تاكر على موقع أوليمبيديا (الإنجليزية)